# Алексей Елисеев
Алексей Станиславович Елисеев (на руски: Алексей Станиславович Елисеев) е съветски космонавт летял на три мисии от програмата „Союз“.

## Биография
Алексей Елисеев е роден на 13 юли 1934 г. в гр. Жиздра, Калужка област, СССР. Завършва средното си образование и постъпва в Московското висше техническо училище „Николай Бауман“ (1951). След завършвенето му работи като инженер в РКК „Енергия“, където участва в създаване на космическа техника.

### Полети в Космоса
Приет в отряда на съветските космонавти група ОКБ-1 (1966). Минава курс за подготовка на полети на кораба „Союз“. Преминава и подготовка по лунната програма на СССР. Първия си космически полет извършва на 15 – 17 януари 1969 г. като бордови инженер на „Союз 5“. По време на полета преминава на борда на „Союз 4“ през открития космос и се завръща на Земята. Втория полет извършва на 13 – 18 октомври същата 1969 г. на „Союз 8“. На 13 – 18 октомври 1971 г. лети трети път, вече на „Союз 10“, като реализира за пръв път скачване на космически кораб с орбитална станция. Има общо време на космически полет 8 денонощия, 22 часа, 22 минути и 33 секунди.
| Космически полети на Алексей Елисеев                             | Космически полети на Алексей Елисеев | Космически полети на Алексей Елисеев | Космически полети на Алексей Елисеев | Космически полети на Алексей Елисеев |
| №                                                                | Дата                                 | КК                                   | Функции                              | Продължителност                      |
| ---------------------------------------------------------------- | ------------------------------------ | ------------------------------------ | ------------------------------------ | ------------------------------------ |
| 1                                                                | 15 януари 1969                       | „Союз 5“/ „Союз 4“                   | бординженер                          | 1 денонощие 23 часа 45 мин 50 сек    |
| 2                                                                | 13 октомври 1969                     | „Союз 8“                             | бординженер                          | 4 денонощия 22 часа 50 мин 49 сек    |
| 3                                                                | 22 април 1971                        | „Союз 10“                            | бординженер                          | 1 денонощие 23 часа 45 мин 54 сек    |
| Сумарно време в космоса – 8 денонощия 22 часа 22 минути и 33 сек |                                      |                                      |                                      |                                      |

### След полетите
От 1971 до 1979 г. работи в Централното управление на космическите полети. Ръководител е на полета на първия български космонавт Георги Иванов (10 – 12 април 1979). Заместник генерален директор на научно-производственото обединение „Енергия“ (1979 – 1985). Професор и ректор на Московското висше техническо училище „Николай Бауман“ (1985 – 1991). Доктор на техническите науки от 1973 г. и член-кореспондент на Международната академия по астронавтика.
Занимава се и с обществена дейност. Депутат във Върховния съвен на СССР (1986 – 1991), народен депутат (1989 – 1992), председател на Президиума на съветското общество „Родина“ (1987 – 1991), председател на изпълнителния комитет на Асоциация за културни връзки със сънародниците, живеещи в чужбина (1991 – 1992). Президент на АОЗТ „Фесто“ (1997). Понастоящем е ръководител на звено в Московския енергиен институт и оглавява Фонд за подкрепа на образованието „Фесто-Русия“.

## Награди
- Два пъти „Герой на Съветския съюз“ и орден „Ленин“ (1969)
- Орден „Ленин“ (1971, 1976)
- Златен медал „Юрий Гагарин“
- Златен медал „Константин Циолковски“
- Почетен диплом „Владимир Комаров“
- Герой на Народна република България и орден „Георги Димитров“ (1979)
- Герой на ГДР
- Орден „Знаме“ (Унгария)
- Държавна премия на СССР (1980)
- Провъзгласен за Почетен гражданин на Ловеч на 29 април 1979 г. „За заслуги като наземен ръководител на полета на космическия кораб Союз 33, с който лети Георги Иванов“
- Почетен гражданин на Калуга, Русия и Днипро, Украйна.